# Lubno (osada w województwie zachodniopomorskim)
Lubno – osada w Polsce położona w województwie zachodniopomorskim, w powiecie wałeckim, w gminie Wałcz.

## Historia
Miejscowość pierwotnie związana była z Wielkopolską. Ma metrykę średniowieczną i istnieje co najmniej od końca XIII wieku. Wymieniona w dokumencie zapisanym po łacinie z 1290 jako Lubele, 1552 Liubno, Libno, Liubno, 1563 Lubno, 1577 Lubna, 1944 Lüben.
Miejscowość początkowo była wsią książęcą, a potem szlachecką. W 1290 książę wielkopolski Przemysł II nadał Henrykowi von Livenow puszczę o nazwie Trzebicz sięgającą do granic Lubna. W 1552 miejscowość była wsią szlachecką należącą do panów Golczów i leżała w powiecie wałeckim Korony Królestwa Polskiego.
W 1554 Konrad Golcz z Brocza zapisał swojej żonie Agnieszce Kliszczewnie 400 grzywien posagu i 40 grzywien wiana na dworze w Broczu oraz na połowie pozostałych swych dóbr w tym na Lubnie. W 1559 Jan syn zmarłego Konrada Gołcza wdowie po nim Agnieszki zapisał swojej siostrze Katarzynie i jej mężowi Aleksandrowi Mokronowskiemu 2000 florenów zastawiając za tę sumę swoje części we wsiach Klausdorf (obecnie Kłębowiec) oraz na Lubnie.
W latach 1975–1998 miejscowość administracyjnie należała do województwa pilskiego.